# Парк памяти Великой синагоги в Освенциме
Парк памяти Великой синагоги в Освенциме — мемориальный парк, посвящённый Великой синагоге в Освенциме, Польша. Синагога была разрушена в начале Второй мировой войны.

## Местонахождение
Парк расположен на улице Бёрка Йоселевича в Освенциме, недалеко от Рыночной площади, на берегу реки Сола.

## История
В 1939 году Великая синагога в Освенциме − крупнейший еврейский храм в городе − была подожжена, а затем разрушена нацистскими оккупантами. После войны синагога не была восстановлена. Место, где стояла синагога, осталось пустым, как свидетельство событий войны. С годами пустую территорию, ранее занимаемую синагогой, заняли деревья и кустарники.
Спустя восемьдесят лет после разрушения синагоги жители Освенцима решили создать в этом районе парк памяти и воспоминаний. Проект был инициирован Еврейским центром Аушвиц в Освенциме и осуществлён благодаря сбору средств, в котором приняли участие жители Освенцима, местные предприниматели, государственные учреждения, а также потомки евреев с Освенцима.

## Архитектура
В парке есть мемориальные доски, рассказывающие об истории синагоги, лавочки для посетителей с символической перфорацией, изображающей знаки зодиака, отражающие орнаменты Великой синагоги, и растительность: более 20 видов деревьев, кустарников и цветов. Это место должно обеспечить жителям и туристам покой и место для размышлений.
Дизайн парка призван напоминать посетителям о форме синагоги. Вокруг центра сооружения и каменных плит архитекторы создали контур храма в виде тонкого бордюра, отделяющего центр парка от окружающей зелени. Главным архитектурным элементом парка является мозаика из сорока серых каменных плит. Каждая из панелей размером 120 х 220 см включает в себя «рельефы», образованные углублениями различной глубины, внешний вид которых меняется под влиянием изменений освещения − изменения погоды, солнечного света, дождя или снега.
В парке есть экспозиция с изображением синагоги и пространственной моделью синагоги, а также мемориальная доска с информацией об истории мемориального места.

## Символизм
Гранитные плиты, ранее считавшиеся промышленными отходами, были выбраны для линий, созданных, когда плиты из песчаника служили основой для раскроя другого сырья. Зарубки разной глубины пересекаются, это может быть прочитано как символическое представление человеческих судеб, пересекающихся и направляющихся в разных направлениях.
Парк также был создан для того, чтобы напомнить людям о довоенной мультикультурной истории Освенцима и традиции открытости различным культурам, религиям и традициям.

## Архитектурные награды
Дизайн парка и его внедрение в городское пространство получили несколько номинаций и архитектурных наград:
- Награда Малопольского воеводства[6];
- Конкурс Станислава Виткевича «Жизнь в архитектуре», «Лучшее общественное пространство Польши в 2015—2019 гг.»;
- 1-е место в категории «Общественное природное пространство», конкурс Общества польских градостроителей.